# کایل اشمید
کایل اشمید (انگلیسی: Kyle Schmid؛ زادهٔ ۳ اوت ۱۹۸۴) هنرپیشه اهل کشور کانادا است. بیشتر شهرت وی به خاطر بازی سریال «Blood Ties» ، مردم زیبا و انسان بودن است.

از فیلم‌هایی که وی در آن نقش داشته است می‌توان به سابقه خشونت ، ۸۸ ، خواهری از سفر آرزوها، میثاق، ذوب‌شدن و قانون موکی اشاره کرد.